# Polygon Records
Polygon Records war eine der ersten unabhängigen Plattenfirmen in Großbritannien.
Das Label wurde 1949 von Alan A. Freeman und Leslie Clark als Polygon Record Company Ltd. gegründet. Leslie wollte damit vor allem den Vertrieb für die Aufnahmen seiner Tochter Petula Clark unter eigene Kontrolle bringen. Freeman und Clark eröffneten ein Büro im Grosvenor Place am Londoner Sloane Square und arrangierten Petulas erste Musikaufnahme mit Ron Goodwin und seinem Orchester sowie der Gesangscombo The Stargazers im Hintergrund.
Da Polygon noch keinen eigenen Vertrieb unterhielt, wurde die erste 78-min−1-Single von Petula (You Go to My Head mit der B-Seite Out of a Clear Blue Sky) und die zweite Single, die eine Coverversion von Teresa Brewers Music! Music! Music! mit der B-Seite Blossoms on the Bough beinhaltete, in Australien auf dem Esquire Label veröffentlicht.
Die erste eigene Veröffentlichung von Polygon war hingegen nicht von Petula, sondern von Louis Prima und seinem Orchester. Clarks erste offizielle Polygon-Platte war im Jahre 1950 You Are My True Love mit der B-Seite You're the Sweetest in the Land. Insgesamt nahm Petuale mehr als fünfzig Songs für das Label auf, darunter auch einige Duette mit dem anderen Polygon-Hauptkünstler, dem späteren Diskjockey Jimmy Young.
Ende 1955 wurde Polygon an Nixa Records verkauft, woraus dann Pye Nixa Records entstand. Die neue Firma benutzte eine Auswahl von Petula Clarks Polygon-Aufnahmen, um ihr erstes Album Petula Clark Sings zu veröffentlichen.
Petula Clarks komplette Polygon-Aufnahmen sind auf CD erhältlich unter den Titeln The Polygon Years, Volume One (1950–1952) und The Polygon Years, Volume Two (1952–1955).